# Navarra (autonóm közösség)
Navarra (baszk nyelven Nafarroa) Spanyolország egyik autonóm közössége és egyben tartománya, amely a középkori Navarrai Királyságnak a Felső-Navarrát magában foglaló déli, a Pireneusokon inneni területe volt. A mai autonóm közösséggel lényegében azonos területű Navarrai Királyság 1515-ben a Kasztíliai Királyságba olvadt, a Pireneusokon túli, északi Navarrai Királyság (Alsó-Navarra) pedig 1620-ban Franciaország része lett. Székhelye Pamplona, hivatalos nyelvei a spanyol és a baszk.

## Földrajzi helyzete

Navarra elhelyezkedése

Spanyolország északi részén fekszik, a Pireneusok déli oldalán. Legmagasabb pontja, A három király asztala nevű csúcs az Aragóniával és Franciaországgal alkotott hármashatárán emelkedik. Délnyugaton La Rioja autonóm közösségtől az Ebro folyó választja el.

## Története

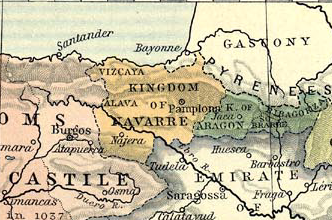
Navarra 1200 körül

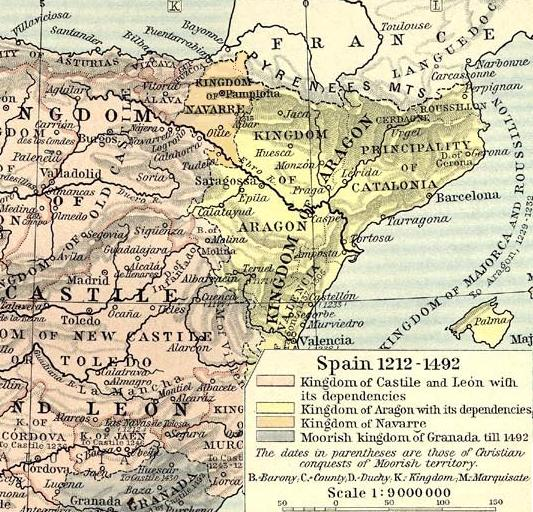
Navarra és szomszédai 1250 körül, Banu Qasi bekebelezése után

Jogelődje a 824–1094 között létezett Pamplonai Királyság volt. Amikor ez megszűnt, területének nagyobb részét Aragónia, La Rioja tartományt pedig Kasztília ragadta magához. Negyven év aragón fennhatóság után I. Alfonz aragóniai király elesett a mórok ellen 1134. szeptember 7-én vívott fragai csatában. Ezután az egykori Pamplona maradék területei elszakadtak Aragóniától, és azokon VI. (Újjáépítő) García immár Navarrai Királyság néven szervezett államot. A nagy szomszédok (Kasztília és Aragónia) közé szorult, kényes egyensúlyi helyzetekben lavírozó Navarra soha nem nyerte vissza korábbi jelentőségét.
VI. (Bölcs) Sancho csak úgy tudta megőrizni országa részleges függetlenségét, hogy 1151-ben hűbérurának ismerte el VII. (Császár) Alfonz kasztíliai királyt.
VII. (Erős) Sanchóval 1234-ben kihalt a Jimeno-ház férfiága, a következő több mint kétszáz évben az uralkodók francia királyi házakból kerültek ki. Ennek jeleként I., majd II. Theobald különböző francia intézményeket vezetett be a királyság életébe.
- Lásd még: Navarra uralkodóinak listája

## Jelképei
Navarra himnusza
| Spanyol nyelvű változat | Baszk nyelvű változat |
| --- | --- |
| Por Navarra tierra brava y noble, siempre fiel, que tiene por blasón la vieja ley tradicional Por Navarra pueblo de alma libre proclamemos juntos nuestro afán universal En cordial unión, con leal tesón, trabajemos y hermanados todos lograremos. honra, amor y paz. | Nafarroa, lur haundi ta azkar, beti leial, zure ospea da antzinako lege zaharra Nafarroa, gizon askatuen sorlekua, zuri nahi dizugu gaur kanta Gaiten denok bat, denok gogo bat behin betiko iritsi dezagun aintza, bake eta maitasuna |

## Népessége
Legnépesebb települései (2005. január 1.):
| Település spanyol neve | Település baszk neve | Lakosság (fő) |
| ---------------------- | -------------------- | ------------- |
| Pamplona               | Iruña                | 193 328       |
| Tudela                 | Tutera               | 32 345        |
| Barañáin               | Barañain             | 22 295        |
| Burlada                | Burlata              | 18 316        |
| Estella                | Lizarra              | 13 708        |
| Zizur Mayor            | Zizur Nagusia        | 13 052        |
| Tafalla                | Tafalla              | 10 924        |
| Villava                | Atarrabia            | 10 236        |
| Ansoáin                | Antsoain             | 9 862         |
| Berriozar              | Berriozar            | 8 244         |
| Baztán                 | Baztan               | 7 798         |
| Corella                | Corella              | 7 621         |
| Alsasua                | Altsasu              | 7 455         |

## Közigazgatása
Navarra járásai (comarcas):
| Zonificación 2000 | Cinco Villas (vagy Bortziriak ) Baztán Tudela Alto Bidasoa Barranca Norte de Aralar Ultzamaldea Aoiz Lumbier Auñamendi Cuenca de Pamplona Puente la Reina Estella Oriental Estella Occidental Sangüesa Tafalla Ribera del Alto Ebro Ribera Arga-Aragón Roncal-Salazar |
|                   | Cinco Villas (vagy Bortziriak) |
|                   | Baztán |
|                   | Tudela |
|                   | Alto Bidasoa |
|                   | Barranca |
|                   | Norte de Aralar |
|                   | Ultzamaldea |
|                   | Aoiz |
|                   | Lumbier |
|                   | Auñamendi |
|                   | Cuenca de Pamplona |
|                   | Puente la Reina |
|                   | Estella Oriental |
|                   | Estella Occidental |
|                   | Sangüesa |
|                   | Tafalla |
|                   | Ribera del Alto Ebro |
|                   | Ribera Arga-Aragón |
|                   | Roncal-Salazar |

## Kultúra

### Látnivalói
Építészeti öröksége
- Pamplonai Katedrális (Catedral de Pamplona)
- Pamplonai Aréna (Plaza de toros de Pamplona)
- Irache kolostora (Monasterio de Irache)
- Iglesia de Santa María en Viana
- Szent Miklós – templom (Iglesia de San Nicolás)
- Pamplona falai (Murallas de Pamplona)
- Navarra Királyainak Palotája (Palacio de los Reyes de Navarra)
- Szent Péter – templom (Iglesia de San Pedro)
- Tudela hídja (Puente de Tudela)
- Tudelai Katedrális (Catedral de Tudela)
- Áthalalad rajt a Szent Jakab-út.

Természetvédelmi területek
- Bardenas Reales természetvédelmi terület (natúrpark; Parque Natural de las Bardenas Reales)

### Gasztronómia
- A kökényből készülő pacharán (patxaran) (gyümölcsbor).